# Précy-sous-Thil
Précy-sous-Thil – miejscowość i gmina we Francji, w regionie Burgundia-Franche-Comté, w departamencie Côte-d’Or.
Według danych na rok 1990 gminę zamieszkiwały 603 osoby, a gęstość zaludnienia wynosiła 70 osób/km² (wśród 2044 gmin Burgundii Précy-sous-Thil plasuje się na 388. miejscu pod względem liczby ludności, natomiast pod względem powierzchni na miejscu 1007.).